# 金斯利·科芒
金斯利·科曼（法語：Kingsley Coman，法語發音：[kiŋslɛ kɔman, -mɑ̃]，1996年6月13日—）是一位法国足球运动员，現效力沙特球會艾納斯，于场上可司职前锋或翼锋。他是法國國家足球隊隊員。
科曼成长于巴黎圣日耳曼，但在2014年合同期满后自由转会自意甲俱乐部尤文图斯。他在意大利的首个赛季便收获了意甲冠军及意大利杯冠军。在2015年8月，他又以先租后买断的方式加盟德甲豪門拜仁慕尼黑。科曼已代表法国各级青年国家队（从U16至U21）上阵超过30场。
截至2024至2025賽季，高文拿到他生涯第13個聯賽冠軍，與曼聯名宿傑斯(已退役)和拜仁慕尼黑球星湯馬士梅拿，共同成為五大聯賽中聯賽冠軍數目最多的球員。

## 俱乐部生涯

### 巴黎圣日耳曼
作为一位瓜德罗普籍父母和巴黎圣日耳曼球迷父亲的儿子，科曼于1996年出生在法国巴黎，并从小接触足球。因此在2002年，年仅6岁的科曼便在父亲的鼓励下来到位于塞纳-马恩省的业余俱乐部塞纳尔-穆瓦西开始自己的足球生涯。两年后，他被来自法甲巴黎圣日耳曼的球探相中，于2004年加入后者的青训营。经过再青训系统九年的历练，科曼于2013年2月17日首次代表巴黎圣日耳曼完成自己的职业首秀，在这场以3比2战胜索肖的比赛，他在第87分钟替换馬高·華拉堤登场。凭借这次亮相，他以16岁8个月零4天的年龄打破巴黎圣日耳曼的最年轻联赛出场者纪录，并有幸在赛季结束后随队获颁2014年法甲冠军奖牌。然而除此之外，他在巴黎圣日耳曼的一线队再没获得更多的机会。

### 尤文图斯

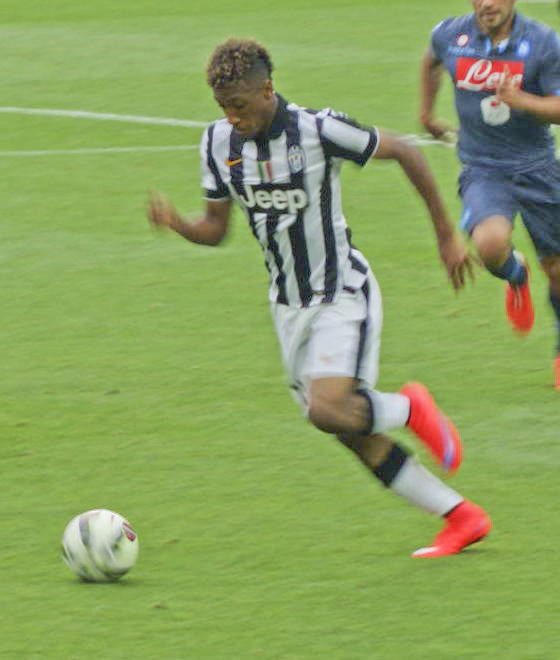
科曼代表尤文图斯作赛（2015年）

2014年7月7日，在与法国方面的合同届满后，科曼转而与意甲俱乐部尤文图斯签订了一份为期五年的新合同。在2014年8月30日，他代表尤文图斯首发出场完成了意甲处子秀，并在这场对阵切沃的比赛中当选最佳球员。
2015年1月15日，科曼在对阵维罗纳的意大利杯八强比赛中于第78分钟射入个人首球，帮助尤文图斯以6比1大胜晋级。2015年6月6日，科曼在柏林奥林匹克体育场举行的2015年歐洲冠軍聯賽決賽中也进入了尤文图斯的替补名单，并于第89分钟替换帕特里斯·埃夫拉出场，但球队最终以1比3不敌巴塞罗那屈居亚军。

### 拜仁慕尼黑
2015年8月30日，尤文图斯与德甲俱乐部拜仁慕尼黑达成协议，同意将科曼以两年700万欧元的价格租借至后者，而在租借期满后，拜仁慕尼黑还可以额外支付2100万欧元的费用将其买断。科曼在新东家身披29号战袍。
科曼于2015年9月12日完成了在拜仁的首秀，在安联球场以2比1击败奥格斯堡的德甲联赛中，于第56分钟替换阿图罗·比达尔出场。一周后，在他的首次首发出场中，他射入个人首球，帮助新东家以3比0战胜达姆施塔特。接下来的一周，他又在以相同比分击败美因茨05的比赛中再度建功。
同年11月24日，科曼代表拜仁在以4比0大胜奥林匹亚科斯的分组赛中射入自己的欧冠首球。
2017年4月28日，拜仁慕尼黑官方宣布，啟動科曼的「解約條款」，轉會費用為2100萬歐元。
2020年8月23日，科曼在2020年歐洲冠軍聯賽決賽對陣巴黎聖日耳曼中打進致勝一球，替拜仁慕尼黑奪得2020年歐冠冠軍。科曼也成為首位在歐冠決賽中攻入老東家球門的球員。
2020年10月21日，科曼在 2020-21 赛季的欧冠联赛首场比赛中共进两球，球队最终以 4-0 战胜马德里竞技。2021年5月8日，由于积分最接近的莱比锡球队在与多特蒙德的比赛中败北，科曼赢得了他职业生涯的第 10 个联赛冠军。

## 国家队生涯
在2014年6月2日，年仅17岁的科曼首次代表法国21岁以下国家足球队登场，并在以6比1战胜新加坡的友谊赛中射入1球。
2015年11月5日，科曼首次入选法国成年组国家队以备战对阵德国和英格兰的两场友谊赛。他于8天后在法兰西体育场完成首秀，在以2比0战胜德国的比赛中于第69分钟替换安东尼·马夏尔出场，然而却因体育场周边的枪击和爆炸事件而黯然失色。
2016年3月29日对俄罗斯的友谊赛首次为法国国家队取得入球，在第76分钟射入，最终法国队以4:2取胜。
2016年6月，科曼入选在本国举办的2016年歐洲足球錦標賽的最后23人名单。當时的科曼僅19岁11个月，是法国国家足球队最年轻的参加世界杯或欧锦赛的队员。他上场了6次，就一次离场。决赛时在第58分时上场的科曼也没办法为国家队取胜。比赛后他被选为本赛副佳青年队员。

## 荣誉

### 球會
巴黎聖日耳曼
- 法国足球甲级联赛：2012-13、2013-14
- 法國聯賽盃：2013-14
- 法國超級盃：2013

 尤文圖斯
- 意大利足球甲级联赛：2014-15、2015-16
- 意大利盃：2014-15
- 意大利超級盃：2015

 拜仁慕尼黑
- 德甲冠軍：2015-16、2016-17、2017-18、2018-19、2019-20、2020-21、2021-22、2022-23、2024-2025
- 德國盃：2015-16、2018-19、2019-20
- 德國超級盃：2016、2017、2018、2020、2021、2022
- 歐洲冠軍聯賽：2019–20
- 歐洲超級盃：2020
- 国际足联俱乐部世界杯：2020

### 國家隊
法國
- 欧洲足球锦标赛亞軍：2016年
- 國際足總世界盃亞軍：2022年
- 欧国联冠军：2021

## 軼聞
- 金斯利·科曼於2012/13年球季代表球會完成職業首秀以來至今十個球季，曾效力三間球會（巴黎聖日耳門、祖雲達斯、拜仁慕尼黑），每季均是本國的頂級聯賽冠軍，直至2023/24年球季，刚好这是奖杯诅咒者哈利•凯恩加盟的赛季。
- 金斯利·科曼出生的1996年，該年的歐洲三大盃冠军正好就由這三間球會包辦（欧洲冠军联赛: 祖雲達斯、欧洲优胜者杯: 巴黎聖日耳門、欧洲联盟杯: 拜仁慕尼黑）。